# Bondtobak
Bondtobak (Nicotiana rustica) är en ettårig, klibbigt glanderhårig ört inom familjen potatisväxter. Den blir från 25 till 150 cm hög och blommar från juli till september med gröngula blommor i toppställda, grenade knippen. Bladen är stora, äggrunda med kort skaft och utan vingkanter. Fodret har fem breda flikar, varav en lite längre än blompipen.
Bondtobak är en trädgårdsväxt i Norden, men kan i sällsynta fall påträffas på tippar, i komposter och på ruderatmark. Den är en sedan gammalt odlad tobaksart som härstammar från Syd- och Mellanamerika. Bondtobak innehåller nikotin i bladen, och det är ett farligt gift som kan tränga igenom oskadad hud när man hanterar eller plockar tobak, se artikeln om nikotin.

## Synonymer
- Nicotiana andicola Phil.
- Nicotiana angustifolia Mill.
- Nicotiana pavonii Dunal
- Nicotiana rustica var. brasilia Schrank
- Nicotiana rustica var. pavonii (Dunal) Goodsp.
- Nicotiana rustica var. pumila Schrank